# Сериньян-дю-Конта
Сериньян-дю-Конта (фр. Sérignan-du-Comtat) — коммуна во французском департаменте Воклюз региона Прованс — Альпы — Лазурный Берег. Относится к кантону Оранж-Эст.

## Географическое положение

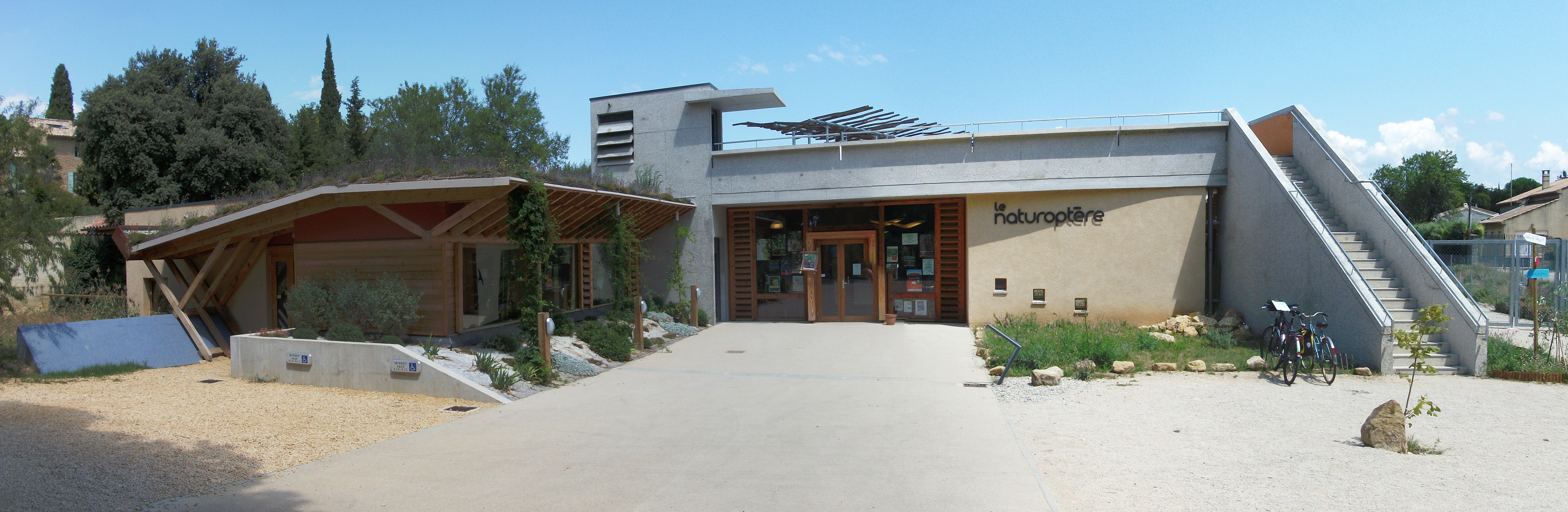
Музей Жана Анри Фабра

Сериньян-дю-Конта расположен в 27 км к северу от Авиньона. Соседние коммуны: Лагард-Пареоль, Керанн на северо-востоке, Травайян на востоке, Камаре-сюр-Эг на юго-востоке, Пьоленк на западе, Юшо на северо-западе.

### Гидрография
Река Беаль делит коммуну с севера на юг и впадает в Эг между Сериньян-дю-Конта и Камаре-сюр-Эг.

## Демография
Население коммуны на 2010 год составляло 2403 человека.
| 1962 | 1968 | 1975 | 1982 | 1990 | 1999 | 2010 |
| ---- | ---- | ---- | ---- | ---- | ---- | ---- |
| 1033 | 1194 | 1488 | 1975 | 2069 | 2247 | 2403 |

## Достопримечательности
- Музей Натюроптер Жана Анри Фабра, включает ботанический сад, инсектарий и рисунки Фабра.
- Церковь Сент-Этьенн, построена на месте бывшей церкви в 1765 году.

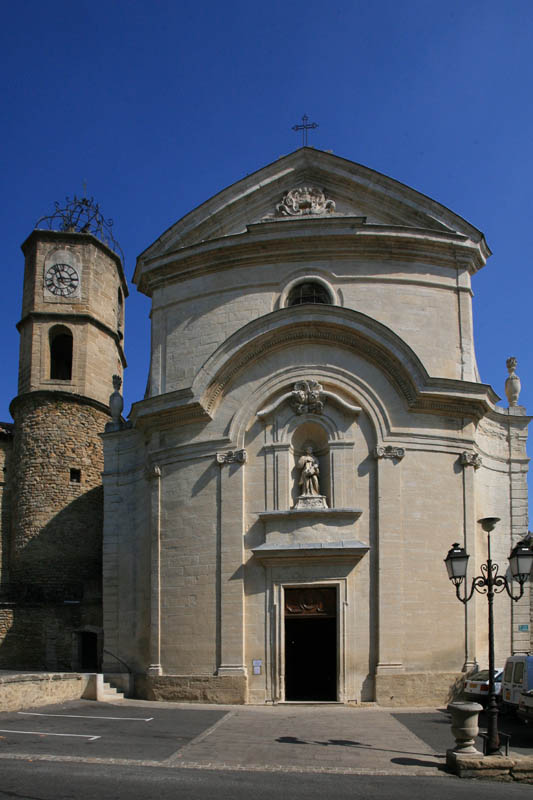
Церковь Сент-Этьенн, фасад
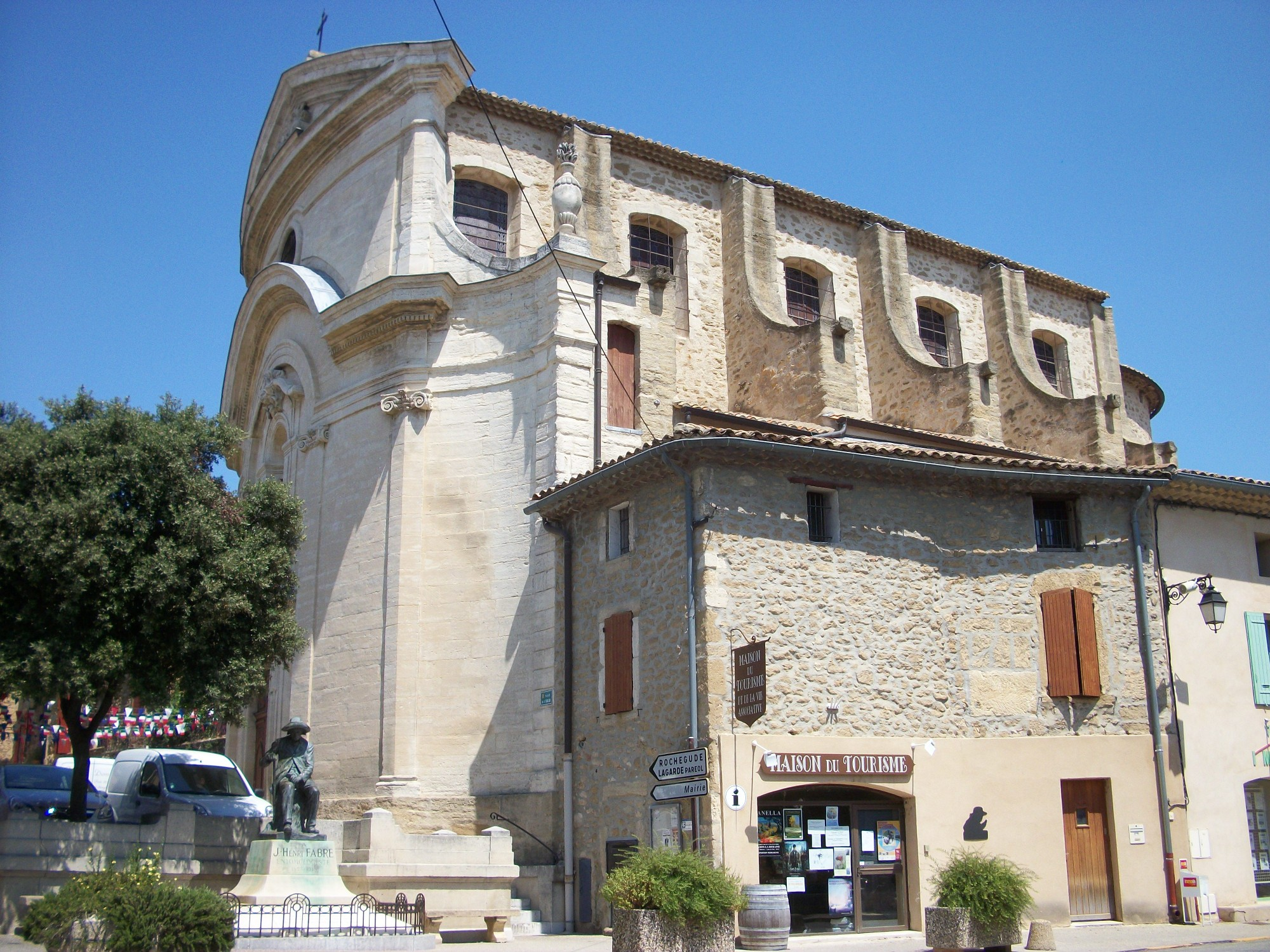
Церковь Сент-Этьенн
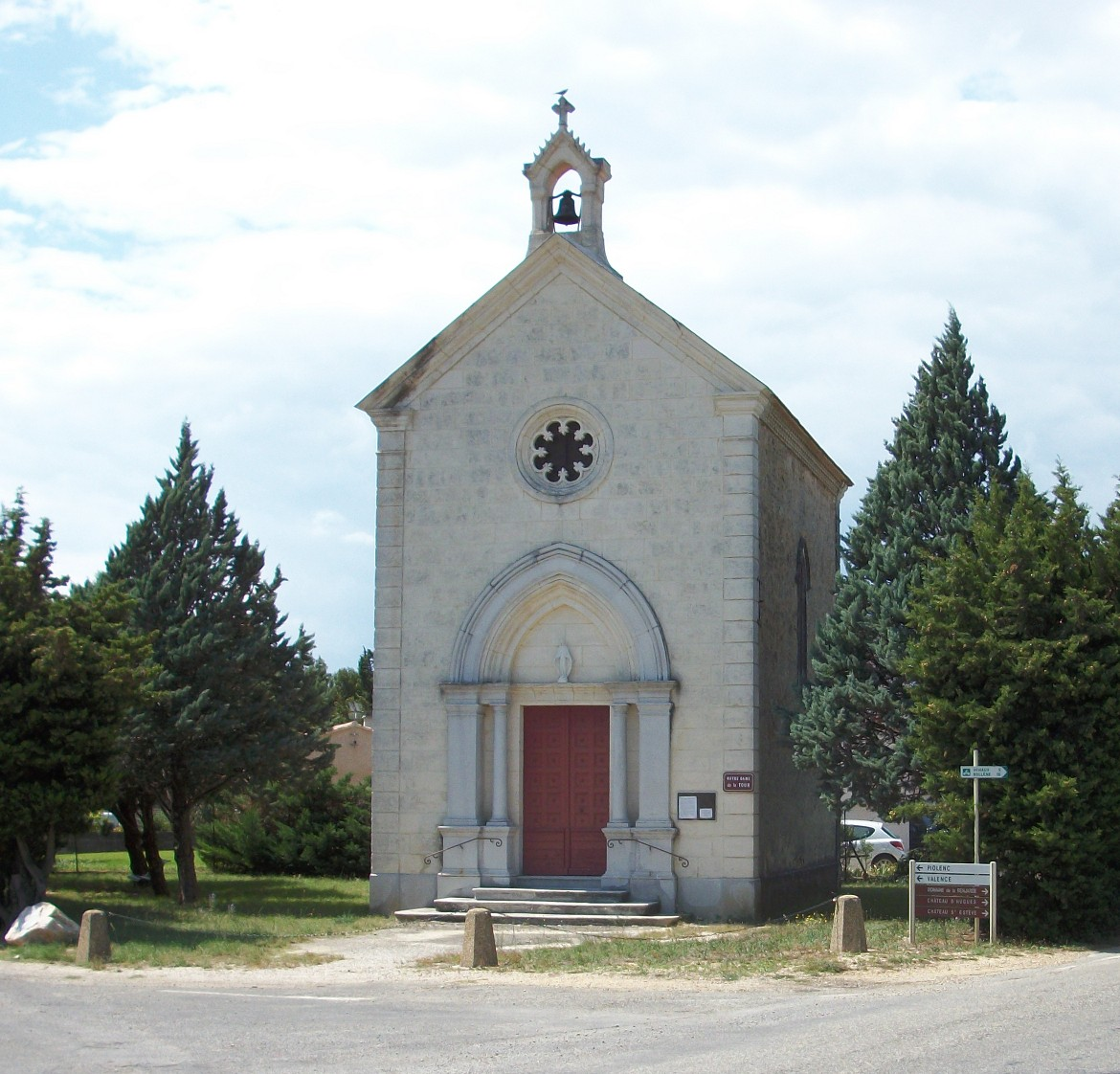
Часовня Нотр-Дам-де-ла-Тур